# Margarita Rosa Gómez
Margarita Rosa Gómez Vélez (Bogotá, 7 de agosto de 1953) es una pintora y docente colombiana con domicilio en Neiva Huila. Su obra está centrada en el retrato surrealista femenino.

## Biografía
Nació en Bogotá paro su infancia la paso en Ibagué Tolima, luego en 1975 se casó con Jaime Giraldo González y se radicó en 1980 en la ciudad de Neiva con sus hijos Margarita María, Jaime Enrique y Duván Felipe, donde trabaja con diferentes instituciones educativas como docente de artes plásticas.

## Estudios
Durante el año 1960, dio inicio a su trayectoria educativa en el Colegio de San Simón en Ibagué donde completó sus estudios básicos. Posteriormente, en 1970, concluyó su bachillerato en la misma institución, durante ese período, fue allí donde descubrió su innata pasión por la pintura. En el año 1985, logró graduarse en la Facultad de Bellas Artes de la Universidad del Tolima. Fue en ese momento donde comenzó a forjar su camino profesional y obtuvo el título de Maestría en Pintura.  Luego, en busca de ampliar su conocimiento y habilidades, en el año 2005, emprendió una especialización en Gerencia y Gestión Cultural en la notable Universidad del Rosario de Bogotá. Esta experiencia le proporcionó las herramientas necesarias para combinar su amor por el arte con una mentalidad estratégica y administrativa.

## Obra
La obra de Gómez Vélez es una expresión del surrealismo con un marcado simbolismo, que busca explorar la complejidad y la diversidad de la mujer en el mundo contemporáneo. Su arte se centra en la figura femenina, mostrando sus diferentes facetas, desde la sensualidad hasta la maternidad, pasando por la rebeldía y la resistencia. Con sus pinturas, Gómez Vélez pretende rendir homenaje a las mujeres que luchan por sus derechos, que aportan su sabiduría y su amor a la familia y a la sociedad, y que viven con intensidad y pasión cada momento de su existencia.
La artista emplea diversas técnicas en sus pinturas, pero su verdadera pasión radica en la acuarela, donde combina diferentes materiales para lograr efectos interesantes y novedosos.
Además de su labor docente y creativa, Gómez Vélez muestra un compromiso social que va más allá. Desde hace varios años, ha venido asumiendo un importante papel humanitario, participando y respaldando diversas iniciativas sociales.

## Exposiciones
Sus trabajos se han exhibidos en dentro y fuera de Colombia. Algunas de ellas: 
- 2025 - "Horizontes Globales", Geba Art Gallery, Zona Rosa Bogotá - Colombia.[7]
- 2024 - "Arte Portapaz", Casa de la Cultura de Barichara, Santander - Colombia. [8]
- 2023 - "Primera – Bienal Internacional de Arte FMGC", Galería de arte Federación Mundial gestores Culturales,  Culiacán – México.[9]
- 2024 - "Bienal de MicroArte", Extensión Cultural Universidad Surcolombiana sede principal Neiva – Huila, Colombia.[10]
- 2022 - "Por la paz y el medio ambiente", MACH, Neiva - Colombia.[11]
- 2021 - “Los Artistas del Huila pintan Tierra de promisión”, Bogotá - Colombia.[12]
- 2018 - "Día de muertos", Galería de Arte Frida Kahlo UAS,  Culiacán – México.[13]
- 2016 - "Intercambio cultural", España.[14]
- 2018 - "Fiesta de paz", Basil.[15]
- 2014 - “Mundos Paralelos”, MAI, Culiacán – México.[16]

## Publicaciones
Entre las publicaciones en las que se han incluido las obras pictóricas de Margarita Rosa Gómez Vélez se encuentran libros como "Casi Poemas" de Víctor Hugo Triana; "Labor de Luna" de Félix Ramiro Losada, "Pintores del Tolima Siglo XX", y en el libro "Cre - Artes Visuales", junto a otros artistas del Huila. Además, sus obras han sido presentadas en el catálogo de turismo del Huila en 2006, entre otras publicaciones relevantes.

## Reconocimientos
- 2017 - Homenaje, Museo de Arte Contemporáneo del Huila, Neiva Colombia.[17]
- 2020 - Miembro honor, Arte sin fronteras por la paz,[6] Neiva Colombia.